# Движение сопротивления африканеров
Движе́ние сопротивле́ния африка́неров (африк. Afrikaner Weerstandsbeweging, AWB) — ультраправая военизированная организация африканерских националистов ЮАР. Основана Эженом Тербланшем в 1973 году. Исповедует белый национализм и расизм. Стоит на позициях антикоммунизма, антикапитализма, антилиберализма и антиглобализма. Активно препятствовало демонтажу апартеида в начале 1990-х. Выступает за разделение ЮАР по расово-этническому принципу и создание «народного государства» — Фолькстат — белых африканеров (по типу Трансвааля и Оранжевой республики XIX века). Лидер — после гибели Тербланша — Стейн ван Ронге.

## Создание
Движение сопротивления африканеров (AWB) было основано отставным полицейским и фермером Эженом Тербланшем с шестью единомышленниками на собрании в Хейдельберге 7 июля 1973. Радикальные африканерские националисты были недовольны «либеральными» тенденциями в политике премьер-министра Балтазара Форстера. Тербланш и его сторонники считали, что «уступки» Форстера чернокожему большинству — более чем условные, в основном символические жесты — подрывают принцип власти белых, а также усиливают коммунистическое влияние.
AWB считало систему апартеида недостаточно соответствующей нуждам белой общины ЮАР. Оно выступало за создание Фолькстата — автономного бурского государственного образования типа Трансвааля и Оранжевой Республики, куда неграм был бы запрещён доступ. Организация стояла также на позициях антикоммунизма и антилиберализма. В идеологии и символике организации имелись явные нацистские черты.

## Активность в 1970—1980-х
Организация действовала в формате военизированного тайного общества. Объектами её нападок и атак часто являлись не только негры, активисты АНК и ЮАКП, но и белые граждане ЮАР, склонные к «либерализму», «потворству коммунизму», обвинённые в «измене белой расе». Наибольшую известность приобрёл эпизод 28 марта 1979, когда активисты AWB подвергли обструкции и вымазыванию в смоле и перьях профессора Преторийского университета за оценку Битвы на Кровавой реке, расходящуюся с традиционными бурскими представлениями. Эжен Тербланш выступал категорически против отмены даже второстепенных законов апартеида, касающихся семейно-брачных отношений.
В 1982—1983 полиция ЮАР провела несколько мероприятий в отношении AWB. Эжен Тербланш, его брат Андреас, ряд других активистов были арестованы за незаконное хранение оружия. Состоялся суд, вынесший обвинительный вердикт. Эжен Тербланш был приговорён к двум годам заключения условно с испытательным сроком в пять лет.
В мае 1986 Тербланш организовал и возглавил протестную акцию против приезда в Петерсбург министра иностранных дел Фредерика Боты (расистские радикалы считали «предательскими» попытки нормализации отношений ЮАР с соседними африканскими государствами, особенно с Мозамбиком). Полиция применила слезоточивый газ. Эпизод стал первым случаем насилия южноафриканской полиции в отношении белых граждан.
В то же время AWB развивало свои социальные программы, оказывало материальную помощь малоимущим африканерским семьям. Организовывалась продовольственная помощь фермеров детям в Претории. Только за последний квартал 1986 было собрано 300 тонн продовольствия. Поддерживающие AWB фермеры и предприниматели предоставляли нуждающимся рабочие места. Устраивались также благотворительные концерты.

## Защита апартеида в 1990-х

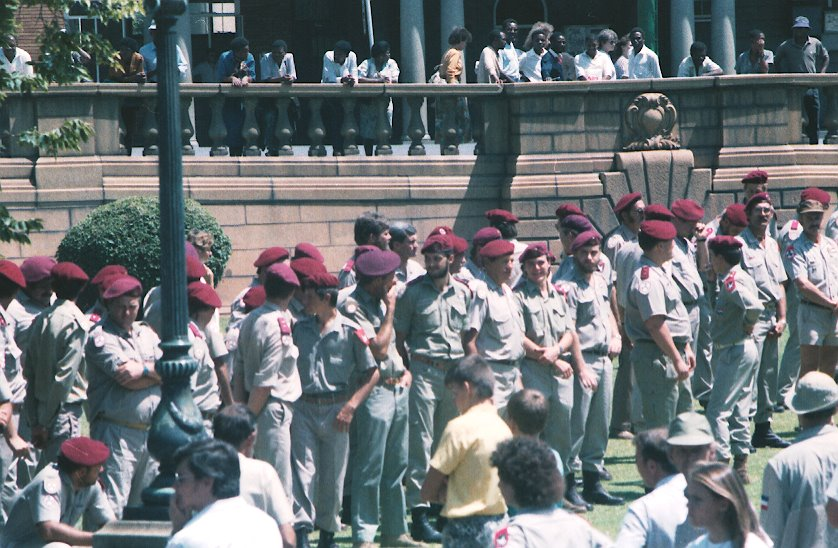
Демонстрация AWB. Претория, 1990 год

В начале 1990-х Движение сопротивление африканеров всеми силами пыталось воспрепятствовать демонтажу апартеида. Эжен Терблан заявлял, что реформы президента Фредерика де Клерка ведут к гражданской войне и капитуляции перед коммунизмом. AWB предлагало Возрождённой национальной партии и Консервативной партии создать предвыборную коалицию ультраправых, но этот проект не удалось реализовать. Тогда AWB провела ряд силовых акций и вооружённых атак. На начало 1990-х пришёлся пик популярности движения, его численность достигала тогда десятков тысяч человек.
9 августа 1991 президент де Клерк прибыл для публичного выступления в Вентерсдорп, родной город Эжена Тербланша. AWB призвала белых жителей на акцию протеста. Под руководством Тербланша в городе собрались до 2 тысяч его вооружённых сторонников, в том числе прибывшие из населённых пунктов ЮАР и Намибии. Их блокировали усиленные наряды полиции. Активисты AWB открыли стрельбу на поражение, полиция ответила огнём. Погибли три члена AWB и один случайный прохожий. Ранения получили 6 полицейских, 13 боевиков Тербланша и 29 других участников встречи де Клерка. Беспорядки в Вентерсдорпе стали первым случаем в истории ЮАР, когда государство применило силу против сторонников апартеида.
25 июня 1993 боевики-африканеры, в том числе члены AWB во главе с Тербланшем, атаковали торговый центр в Кемптон-Парке близ Йоханнесбурга. В этом здании велись многопартийные переговоры о демонтаже апартеида. Произошло столкновение с полицией, был нанесён крупный материальный ущерб.
Отступая от расистских принципов, AWB пошло на союз с партией Инката Мангосуту Бутелези. Была организована боевая подготовка активистов-зулу для обороны от боевиков АНК, которые в большинстве своём представляли народность коса. Тербланш заключил альянс и с президентом бантустана Бопутатсвана Лукасом Мангопе. Африканерские националисты решили помочь Мангопе отстоять независимость Бопутатсваны от ЮАР. В марте 1994 около ста боевиков AWB прибыли в Бопутатсвану. Однако открытый ими беспорядочный огонь привёл к гибели нескольких африканцев и отпору местной полиции.
Первые многорасовые парламентские выборы 1994 ABW бойкотировало. Тербланш выдвигал идеи отделения белой общины от ЮАР, призывал скрываться в труднодоступных местах, полностью отказываться от связей с чернокожими, в том числе от найма работников-негров. При этом сам он не был в этом последователен, на его ферме работали африканцы.

## После апартеида
Ликвидация апартеида, приход к власти АНК стали крупнейшим поражением AWB. Организация сильно деморализовалась и снизила активность. В 2001 Эжен Тербланш был осуждён за избиения двух африканцев, находился в тюрьме до 2004. Встречать его явились несколько десятков сторонников, которых оказалось значительно меньше протестовавших или высмеивающих Тербланша африканцев. Освободившись, Тербланш объявил о своём рождении свыше, сменил риторику, начал проповедовать терпимость и примирение. В то же время продолжал отстаивать концепцию Фолькстата.
Новая активизация AWB пришлась на 2008. Экономические трудности, чиновная коррупция, тенденции чёрного расизма, разгул преступности вновь повысили популярность ультраправых радикалов в африканерской среде. Движение Тербланша акцентировало проблему фермерской земельной собственности, призывая отстаивать имущественные права в международных судах, «а если потребуется — с оружием в руках». Он утверждал, что в полной мере права африканеров гарантирует только независимое «народное государство». Но на практике организация перестала применять силовые методы, заявляя об отказе от насилия.
3 апреля 2010 Эжен Тербланш был зверски убит на своей ферме двумя чернокожими работниками, по официальной версии недовольными задержкой зарплаты. Новым лидером AWB стал фермер-скотовод из провинции Фри-Стейт Стейн ван Ронге. Своими задачами ван Ронге называет обеспечение безопасности белых фермеров и создание «белой родины».
Численность AWB в 2000-е колеблется вокруг примерно 5 тысяч. Движение старается использовать новые коммуникативные системы, привлекать африканерскую молодёжь через Интернет.

## Символика
Движение сопротивления африканеров использует в основном красный свастичный флаг, эмблему с белым орлом, держащим в лапах красный круг, внутри которого расположены три семерки аналогичные цифрам на флаге. И флаг, и эмблема напоминают государственные атрибуты нацистской Германии, хотя официально для них существует другое объяснение. В частности, наличие орла объясняется защитой «Господа нашего Иисуса Христа» и тем, что христиане веками использовали символику с орлом. 
Три семерки являются библейским символом, означающим окончательную победу над Антихристом, для которого используются три шестёрки. Круг на флаге символизирует движение вперед и вечную жизнь. Красный цвет означает кровь Иисуса Христа, а также кровь христиан и, в частности, африканеров, пролитую за свободу. Белый цвет символизирует «чистоту идеалов», чёрный цвет — храбрость.